# 温里希·科尔贝
温里希·科尔贝（Winrich Kolbe，？—）是一位在德国出生的美国电视、电影导演及电视制片人。他以其参与制作的多部《星际旅行》的电视剧而闻名。从2005年10月起，他进入了萨凡纳艺术与设计学院而成为一名教师。

## 参与影片节选

### 电视导演
- 《反恐特勤组》（Threat Matrix），此片中他使用的名字是里克·科尔贝（Rick Kolbe）
- 《24小时》
- 《星际旅行：进取号》
- 《星际旅行：航海家号》
- 《星际旅行：深空九号》
- 《千年追凶》（Millennium）
- 《炎热的夜晚》（In the Heat of the Night）
- 《星际旅行：下一代》

### 电视制片人
- 《太空堡垒卡拉狄加》
- 《McCloud》
- 《法医昆西》（Quincy, M.E.）